# Velocisaurus unicus
Velocisaurus unicus es la única especie conocida del género extinto Velocisaurus ("reptil veloz") de dinosaurio terópodo noasáurido, que vivió a finales del período Cretácico, hace aproximadamente 85 millones de años, en el Santoniense, en lo que hoy es Sudamérica. Velocisaurus es conocido principalmente por restos de sus extremidades posteriores encontradas en la Formación Bajo de la Carpa en la ciudad de Neuquén en la República Argentina. En ellos se observa que su metatarso central era muy alargado, mientras que los laterales estaban reducidos. Esto pudo deberse a una adaptación a la carrera, al contrario que en los celurosaurios corredores que desarrollaron los metatarsos laterales y redujeron el central. Su talla no debió ser grande, con una altura aproximada de unos 70 centímetros.

## Descripción
Velocisaurus probablemente medía alrededor de 1,5 metros de largo, según una tibia de 14 centímetros. Esto lo convierte en el noasáurido más pequeño, después de Berthasaura. El pie es único en el sentido de que el metatarsiano medio, el tercero, se ha convertido en el principal elemento que soporta el peso. Su extremo superior se ha engrosado, mientras que las diáfisis de los metatarsianos segundo y cuarto contiguos se han adelgazado considerablemente. Tal configuración es desconocida para otros terópodos, incluidas las aves. Bonaparte lo explicó como una adaptación para un estilo de vida cursorial. La alta velocidad habría sido necesaria para escapar de los terópodos más grandes, Bonaparte sugirió que Velocisaurus era en sí mismo un omnívoro, como lo indica el hecho de que la única uña encontrada, del cuarto dedo, no era tajante sino relativamente recta.
Por otro lado se puede caracterizar por varios rasgos desconocidos en otros Abelisauroides . Estos incluyen una sección transversal subtriangular del fémur, con los lados medial y lateral convergiendo para formar una cresta gruesa apuntando anteriormente, también se conoce una sección transversal subtriangular del fémur en Masiakasaurus. Una tibia larga y delgada con un gran extremo distal anteriormente plano para acomodar un gran proceso ascendente del astrágalo, que recuerda a los celurosaurios y ornitomimidos derivados. Metatarsianos II y IV muy delgados y en forma de varilla, el metatarsiano II está reducido en menor medida en otros noasáuridos y también en algunos abelisáuridos. Y por último una falange del pie subtriangular IV-1 anteroposteriormente corta y dorsoventralmente alta, con una superficie dorsal estrecha.

## Descubrimiento e investigación
En 1985, Oscar de Ferrariis y Zulma Brandoni de Gasparini descubrieron fósiles en Boca del Sapo, en la provincia de Neuquén, en la Patagonia, de capas de la Formación Bajo de la Carpa, que datan del Santoniense. Entre ellos se encontraba la extremidad trasera inferior derecha de un pequeño terópodo. En 1991 este dinosaurio fue descrito y nombrado por José Bonaparte como Velocisaurus unicus. El nombre genérico se deriva del latín velox, "rápido", una referencia al hecho de que la pata trasera y el pie muestran adaptaciones para correr, el nombre específico significa "único" en latín, refiriéndose a la construcción excepcional del pie. El género y la especie se basan en el holotipo MUCPv 41, una pierna derecha casi completa que forma parte de la colección del Museo de la Universidad Nacional del Comahue. En 2016 se describió una pierna izquierda algo completa, el espécimen MPCN-PV-370. En un estudio de 2001 realizado por Bruce Rothschild y otros paleontólogos, se examinaron 12 huesos del pie referidos a Velocisaurus en busca de signos de fractura por estrés, pero no se encontró ninguno.

## Clasificación
Bonaparte originalmente asignó a Velocisaurus a una familia propia, los Velocisauridae. Un estudio de las relaciones entre terópodos realizado por Fernando Novas y Sebastián Apesteguia en 2003 mostró que Velocisaurus era un pariente cercano del extraño ceratosauriano Masiakasaurus. Estos dos pueden formar una subfamilia, los Velocisaurinae. En 2004, esta subfamilia fue asignada a los Noasauridae dentro de los Abelisauroidea más inclusivos.

### Filogenia
A continuación se muestra un cladograma de una versión actualizada de su análisis que muestra la colocación filogenética de Velocisaurus.

|  | Limusaurus                                                  |
|  |                                                             |
|  | \| \| CCG 20011 \| \| \| \| \| \| Elaphrosaurus \| \| \| \| |
|  |                                                             |
|  | CCG 20011                                                   |
|  |                                                             |
|  | Elaphrosaurus                                               |
|  |                                                             |

|  | CCG 20011     |
|  |               |
|  | Elaphrosaurus |
|  |               |

|  | Velocisaurus  |
|  |               |
|  | Noasaurus     |
|  |               |
|  | Masiakasaurus |
|  |               |

|  | Limusaurus                                                  |
|  |                                                             |
|  | \| \| CCG 20011 \| \| \| \| \| \| Elaphrosaurus \| \| \| \| |
|  |                                                             |
|  | CCG 20011                                                   |
|  |                                                             |
|  | Elaphrosaurus                                               |
|  |                                                             |

|  | CCG 20011     |
|  |               |
|  | Elaphrosaurus |
|  |               |

|  | Velocisaurus  |
|  |               |
|  | Noasaurus     |
|  |               |
|  | Masiakasaurus |
|  |               |

|  | Limusaurus                                                  |
|  |                                                             |
|  | \| \| CCG 20011 \| \| \| \| \| \| Elaphrosaurus \| \| \| \| |
|  |                                                             |
|  | CCG 20011                                                   |
|  |                                                             |
|  | Elaphrosaurus                                               |
|  |                                                             |

|  | CCG 20011     |
|  |               |
|  | Elaphrosaurus |
|  |               |

|  | Velocisaurus  |
|  |               |
|  | Noasaurus     |
|  |               |
|  | Masiakasaurus |
|  |               |

|  | Limusaurus                                                  |
|  |                                                             |
|  | \| \| CCG 20011 \| \| \| \| \| \| Elaphrosaurus \| \| \| \| |
|  |                                                             |
|  | CCG 20011                                                   |
|  |                                                             |
|  | Elaphrosaurus                                               |
|  |                                                             |

|  | CCG 20011     |
|  |               |
|  | Elaphrosaurus |
|  |               |

|  | Velocisaurus  |
|  |               |
|  | Noasaurus     |
|  |               |
|  | Masiakasaurus |
|  |               |

|  | Limusaurus                                                  |
|  |                                                             |
|  | \| \| CCG 20011 \| \| \| \| \| \| Elaphrosaurus \| \| \| \| |
|  |                                                             |
|  | CCG 20011                                                   |
|  |                                                             |
|  | Elaphrosaurus                                               |
|  |                                                             |

|  | CCG 20011     |
|  |               |
|  | Elaphrosaurus |
|  |               |

|  | Velocisaurus  |
|  |               |
|  | Noasaurus     |
|  |               |
|  | Masiakasaurus |
|  |               |

|  | Limusaurus                                                  |
|  |                                                             |
|  | \| \| CCG 20011 \| \| \| \| \| \| Elaphrosaurus \| \| \| \| |
|  |                                                             |
|  | CCG 20011                                                   |
|  |                                                             |
|  | Elaphrosaurus                                               |
|  |                                                             |

|  | CCG 20011     |
|  |               |
|  | Elaphrosaurus |
|  |               |

|  | Velocisaurus  |
|  |               |
|  | Noasaurus     |
|  |               |
|  | Masiakasaurus |
|  |               |

|  | Limusaurus                                                  |
|  |                                                             |
|  | \| \| CCG 20011 \| \| \| \| \| \| Elaphrosaurus \| \| \| \| |
|  |                                                             |
|  | CCG 20011                                                   |
|  |                                                             |
|  | Elaphrosaurus                                               |
|  |                                                             |

|  | CCG 20011     |
|  |               |
|  | Elaphrosaurus |
|  |               |

|  | Velocisaurus  |
|  |               |
|  | Noasaurus     |
|  |               |
|  | Masiakasaurus |
|  |               |

|  | Limusaurus                                                  |
|  |                                                             |
|  | \| \| CCG 20011 \| \| \| \| \| \| Elaphrosaurus \| \| \| \| |
|  |                                                             |
|  | CCG 20011                                                   |
|  |                                                             |
|  | Elaphrosaurus                                               |
|  |                                                             |

|  | CCG 20011     |
|  |               |
|  | Elaphrosaurus |
|  |               |

|  | Velocisaurus  |
|  |               |
|  | Noasaurus     |
|  |               |
|  | Masiakasaurus |
|  |               |